# Зальцман, Залман Беркович
За́лман Бе́ркович За́льцман (1913—1941) — советский живописец и график.

## Биография
Родился в 1913 году в городе Сморгонь Виленской губернии. В 1929 году отучился один семестр в Киевском художественном техникуме. В 1931—1932 годах жил в Минске, работал закройщиком обувной фабрики, обучался живописи у А. М. Бразера. В 1932—1934 годах занимался в подготовительных классах при ИНЖСА у С. Л. Абугова и А. Д. Зайцева. В 1940 году окончил живописный факультет ИНЖСА. Дипломная работа — картина «Трипольская трагедия», оценка — «отлично», руководитель — Б. В. Иогансон.
С 1934 года участвовал в художественных выставках. В 1938—1939 годах преподавал в Ленинградской средней художественной школе (ЛСШХ). С 1940 года — ассистент в ИНЖСА.
После начала Великой Отечественной войны ушёл добровольцем на фронт. Погиб в 1941 году под Петергофом.

## Живописные работы
- «Старик» и «Старуха» (тушь, перо, до 1932)
- «День авиации» (масло, 1937)
- «Игра на скрипке» (эскиз, 1939)
- «Трипольская трагедия» (масло, 1940, Музей АХ СССР, Ленинград)
- «Интерьер с мольбертом» (Научно-исследовательский музей Академии Художеств)
- «Интерьер со скрипкой» (Научно-исследовательский музей Академии Художеств)

### Книги
- Выставки. Справ.: т. 2, с. 474 (указ.); т. 3, с. 449 (указ.).
- З. Азгур, То, что помнится… М., 1969, с. 216—217.
- Подвиг века. Художники, скульпторы, архитекторы, искусствоведы в годы Великой Отечественной войны и блокады Ленинграда. Л: Лениздат, 1969. С. 228—231

### Каталоги
- Всесоюзная в-ка молодых худ-ков, посвящ. 20-летию ВЛКСМ. М., 1939, с. 5.
- Юбилейная в-ка ВАХ. 1764—1939. Л., 1940, с. 20.
- Всебелорусская в-ка изобр. иск-ва. Мн. (белорус, яз.), 1940, с. 102.
- 2-я в-ка дипломных работ худож. вузов. 1940. М., 1941, с. 5, ил.
- В-ка работ дипломантов ИР и ИС «50 лет сов. худож. школы». Л., 1967, с. 13.